# الرعاية الصحية في تركيا

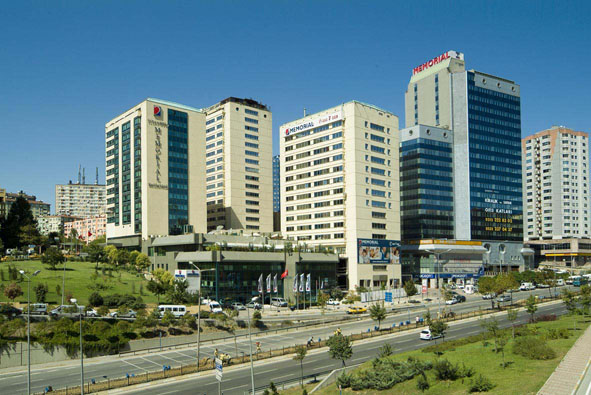
مستشفى في إسطنبول

تم العمل بالتأمين الصحي العام اعتبارا من يوم 1 يناير/ كانون الثاني 2012. وتذكر معطيات مؤسسة المقاييس التركية أن عدد الاشخاص في تركيا هو 73 مليون 722 ألف نسمة وأن 1,5 مليون من هؤلاء غير مشمولون بالضمان الاجتماعي. وسيتم إدخالهم ضمن المضمونين عند دفعهم المخصصات الصحية. أما حاملي البطاقات الخضراء (الفقراء) فسيتم اعتبارهم مضمونين. حصلت زيادة في عدد القادمين إلى لتلقي العلاج في الأشهر الـ 8 الأولى من سنة 2011 بنسبة 30% قياسا لنفس الفترة من السنة الماضية. ومن المتوقع أن تبلغ الحاصلات مايعادل الـ 4 مليارات دولار حتى نهاية سنة 2011. من جهة أخرى بلغ عدد الذين قدموا إلى لتلقي العلاج إلى 500 ألف مريض. وذلك بعد التطورات التي حصلت في قطاع الصحة. وتتوقع الحكومة أن تكون منطقة الجنوب والجنوب الشرقي من مركزا صحيا لدول منطقة الشرق الأوسط والدول الآسيوية بعد إنشاء 22 مستشفى فيها.
اثمرت الجهود الفعالة في مكافحة التدخين التي بدأت منذ سنة 2003 حيث اقلع ملايين المواطنين عن التدخين في تلك المُدة. وقد أنخفضت مبيعات السجائر إلى أدنى حد لها خلال الـ 15 سنة الماضية. وقد بلغ عدد المقلعين منذ سنة 2008 مليونان و200 ألف شخص.